# Acmella (slak)
Acmella is een geslacht van weekdieren uit de klasse van de Gastropoda (slakken).

## Soorten
- Acmella caelata Vermeulen & Junau, 2007
- Acmella cyrtoglyphe Vermeulen, Liew & Schilthuizen, 2015
- Acmella minutissima (Maassen, 2000)
- Acmella nana Vermeulen, Liew & Schilthuizen, 2015
- Acmella ovoidea Vermeulen, Liew & Schilthuizen, 2015
- Acmella polita Möllendorff, 1887
- Acmella roepstoffiana Godwin-Austen & Nevill, 1879
- Acmella striata Vermeulen, Liew & Schilthuizen, 2015
- Acmella subcancellata Vermeulen, Liew & Schilthuizen, 2015
- Acmella sutteri Van Benthem Jutting, 1958
- Acmella tersa (Benson, 1853)
- Acmella umbilicata Vermeulen, Liew & Schilthuizen, 2015